# 色普徵额

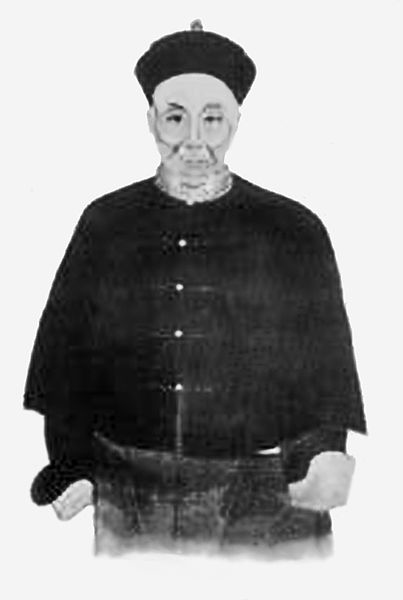

色普徵額（转写：Sebjengge；19世纪？—1900年），舒穆禄氏，满洲正白旗人，清朝軍事將領。
咸豐十一年（1861年），任藍翎長，后改健锐营前鋒校，跟從大学士瑞麟征討畿疆叛亂；此後跟從僧格林沁剿定捻軍，屢有戰功。同治三年，任副前鋒校，跟從都统穆腾阿在畿南備軍。同治七年，任副前鋒參領。光緒四年，委前鋒參領。光緒八年，授镶红旗汉军副都统，充神机营专操大臣。光緒十一年，任前鋒參領。光緒十七年，任副都統銜，后委署翼長。光緒二十一年，任寧夏副都統。光緒二十四年，兼署寧夏將軍；光緒二十六年，實授寧夏將軍，未赴任，命守正阳门，抵禦八國聯軍入犯，后中炮身亡。死後贈太子少保，谥壮恪。

## 延伸阅读
[在维基数据编辑]
 《清史稿·卷468》，出自趙爾巽《清史稿》